# Советская ассоциация политических наук
Советская ассоциация политических (государствоведческих) наук — добровольное научное общество в СССР, объединяющее занимающихся вопросами политических наук. Основана в 1960 году при Академии наук СССР.
Коллективный член Международной ассоциации политических наук (МАПН).
Выпускала «Ежегодник Советской ассоциации политических (государствоведческих) наук».
Первый президент САПН — доктор юридических наук В. С. Тадевосян (1960—1964), вице-президент доктор юридических наук В. Ф. Коток. Президент в 1964—1973 годах — член-корреспондент АН СССР В. М. Чхиквадзе, президент в 1974—1991 годах — член-корреспондент АН СССР Г. Х. Шахназаров.
В 1990—1991 годах Советская ассоциация трансформировалась в Российскую ассоциацию политической науки — РАПН.